# Ferdinando Galiani
Ferdinando Galiani (ur. 1728, zm. 1787) – włoski ekonomista, polityk i duchowny, zwolennik merkantylizmu. Jego rozważania na temat wartości towarów miały prekursorski charakter. Galiani rozwiązał poruszany w tamtych czasach paradoks: dlaczego chleb, który jest dobrem wysokiej użyteczności, uzyskuje niższą wartość wymienną w porównaniu z niemal bezużytecznym diamentem?. Aby rozwiązać ten paradoks, wprowadził pojęcia użyteczności oraz rzadkości.

## Dzieła

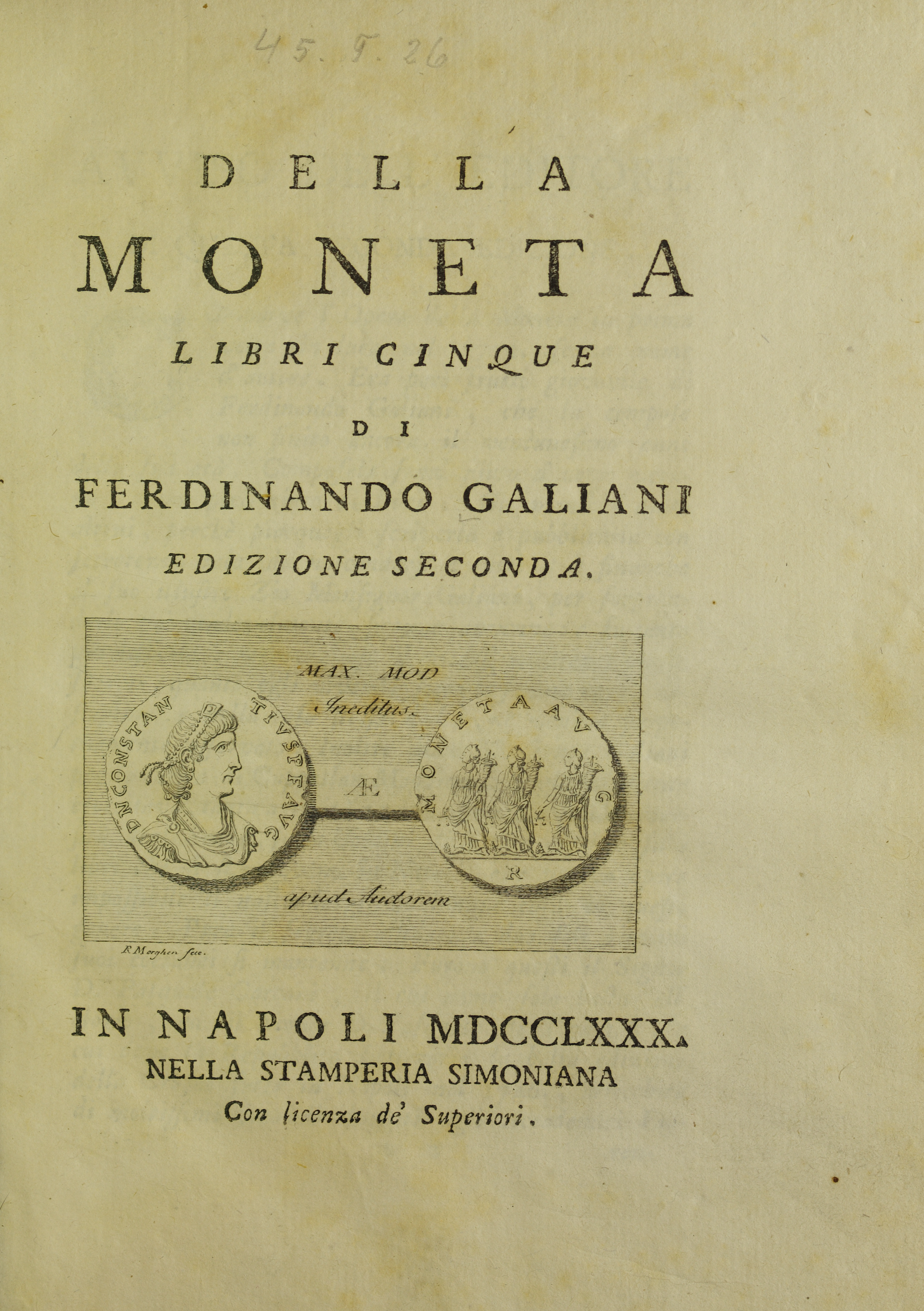
Della moneta, 1780

- O monecie (1750)
- Dialogi o handlu zbożem (1770)